# Казахська білоголова порода
Казахська білоголова (каз. Қазақтың ақбас сиыры) — порода великої рогатої худоби м'ясного напряму продуктивності. Виведена у Казахстані і РРФСР у 1932—1950 роках в умовах різко вираженого континентального клімату схрещуванням корів казахської і частково калмицької худоби з бугаями герефордської породи.

## Історія
За виведення породи групі вчених було вручено Державну премію Казахстану за 1950 рік.
Станом на початок 1980 року налічувалося 1570000 голів казахської білоголової худоби.
Худобу казахської білоголової породи було використано при виведенні аулієкольської породи.

## Опис
Масть тварин темно-червона, голова і кінчик хвоста, підгруддя, черево і нижня частина ніг білі. Тулуб масивний, бочкуватий. Жива маса бугаїв становить 800—900 (максимально — 1100—1300) кг, корів — 480—520 кг (максимальна — 520—586 кг). Забійний вихід — 57 —60 %, (за іншими даними — 63-67 %). Худоба пристосована до сезонних змін рівня і типу годування. Середньорічні надої молока становлять 1500—2000 кг жирністю 3,8 — 3,9 %. Вага телят при народженні становить 27 — 30 кг. У віці 8 місяців телята досягають ваги 220—240 кг.

## Поширення
Породу розводять у господарствах Акмолинської, Східноказахстанської, Костанайської, Північноказахстанської областей Казахстану. Її частково розводять також у Волгоградській, Астраханській, Оренбурзькій областях та Забайкальському краї РФ (дані 2002—2004 років) у Монголії (800 голів у 2002 році) та Узбекистані (7700 голів у 2003 році).

## Виноски
1. 1 2 3 4  Kazakh Whiteheaded cattle. // Valerie Porter, Lawrence Alderson, Stephen J.G. Hall, D. Phillip Sponenberg (2016). Mason's World Encyclopedia of Livestock Breeds and Breeding (sixth edition). Wallingford: CABI. — P. 216-217. ISBN 9781780647944. (англ.)
2. 1 2 3 4 5  Казахская белоголовая корова [Архівовано 20 грудня 2016 у Wayback Machine.]. // Казахстан. Национальная энциклопедия. — Алматы: Қазақ энциклопедиясы, 2006. — Т. 3. — ISBN 9965-9389-9-7. (рос.)
3. 1 2 3  Kazakh Whiteheaded (Kazakhskaya belogolovaya). // N.G. Dmitriev, L.K. Ernst. Animal genetic resources of the USSR [Архівовано 12 жовтня 2012 у Wayback Machine.]. — Food and Agriculture Organization of the United Nations, Rome. — 1989. ISBN 92-5-102582-7 (англ.)